# Убивство Майкла Брауна

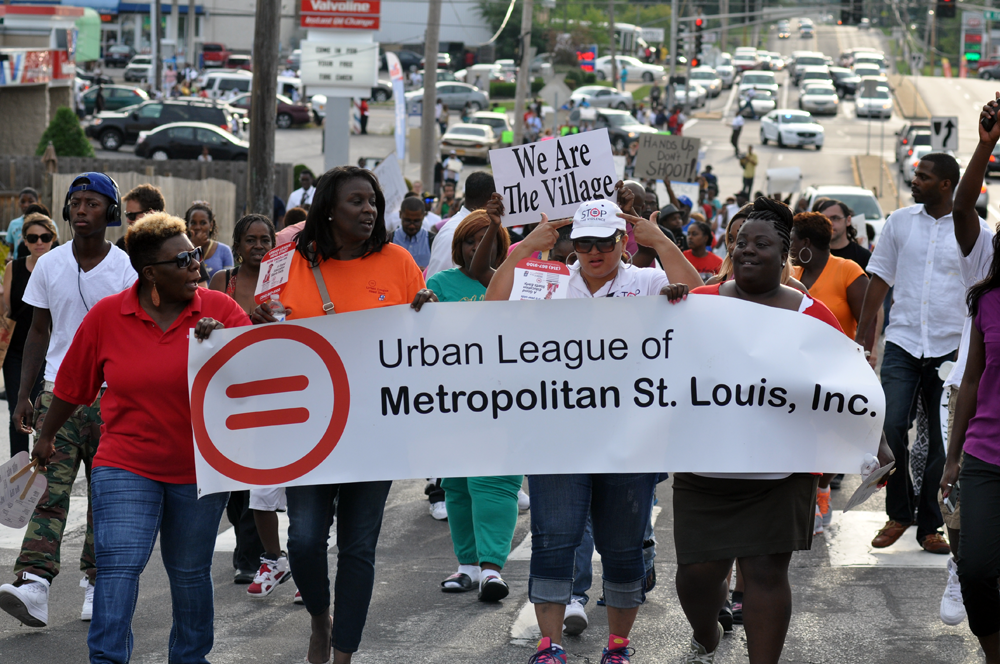
Акція протесту у Фергюсоні. 15 серпня 2014

Убивство Майкла Брауна сталося 9 серпня 2014 року в містечку Фергюсон, штат Міссурі (США, передмістя Сент-Луїса).

## Інцидент
Беззбройний 18-річний чорношкірий юнак загинув, після того як у нього кілька разів вистрілив поліцейський Даррен Вілсон. У Брауна не було судимостей або приводів в поліцію. Відповідно до джерела в поліції міста, Браун підозрювався у пограбуванні, скоєному за кілька хвилин до інциденту, хоча первинний контакт між ним і Вілсоном не був пов'язаний з цим пограбуванням. Вілсон служив чотири роки в Департаменті поліції Фергюсона, два роки в іншому відділі місцевої поліції, дисциплінарних стягнень не має.
Інцидент викликав гостру реакцію в передмісті Сент-Луїса і на національному рівні, у вигляді мирних демонстрацій, протестів, актів вандалізму та інших форм соціальних хвилювань, а також заклики до проведення відкритого розслідування. З настанням темряви протести набули більш агресивний характер: люди почали трощити і грабувати магазини, а також бити автомобілі.
Інцидент широко висвітлюється американськими та міжнародними ЗМІ.
Президент США Барак Обама виступив із заявою, висловивши співчуття родині Брауна, і звернувся до Міністерства юстиції США з проханням провести розслідування.

## Версія приятеля Брауна
За заявою приятеля Брауна, Вілсон відкрив вогонь, коли хлопець підняв руки і сказав: «Не стріляй!». Протестувальники тепер викрикують цю фразу і пишуть її на плакатах.

## Версія поліції
Поліція оприлюднила відеозапис, на якій Браун краде в крамниці коробку сигар і відштовхує продавця, який намагався йому перешкодити. За 15 хвилин після цього, Брауна і його приятеля, що поверталися з вкраденим додому, зупинив Вілсон. На той момент Вілсон не знав, що Браун скоїв пограбування, і зажадав, щоб хлопці не заважали дорожньому руху і перейшли з проїжджої частини на тротуар. Подруга Вілсона розповіла, що Браун, який мав зріст близько двох метрів і важив близько 150 кг, кинувся на поліцейського і намагався відняти зброю. При цьому підліток пошкодив полісмену очну ямку. За законом, поліцейський має право відкрити вогонь, якщо йому або довколишнім людям загрожує смерть або тяжка фізична травма.

## Ставлення американського суспільства
Згідно з опитуванням Расмуссена, вважають, що Вілсона слід визнати винним у вбивстві:
- афроамериканці — 57 %,
- білі американці — 17 %,
- інші національні меншини — 26 %.

Ставлення до заворушень у Фергюсоні:
- законне вираження справедливого обурення бунтарів — 25 %,
- на вулиці вийшли «ледаща», які просто користаються ситуацією — 52 %,
- не мають вираженої думки з цього приводу — 23 %.

Бунтарів вважають злочинцями:
- афроамериканці — 35 %,
- білі американці — 54 %,
- інші національні меншини — 53 %.